# Stiepelse
Stiepelse (niederdeutsch Stiepels) ist ein Dorf im Ortsteil Sumte der Gemeinde Amt Neuhaus in Niedersachsen.

## Geographie
Das Dorf liegt direkt an der Elbe, die Ortslage ist seit den letzten 130 Jahren unverändert. Die großen Niedersachsenhöfe stehen mit dem Wohngiebel zur Wasserseite und blicken auf den vorgelagerten Sandstrand.

## Geschichte
Das Dorf Stiepelse ist eine der ältesten Siedlungen in der Elbtalaue. Die erste urkundliche Erwähnung stammt aus dem Jahr 1206.
Für das Jahr 1848 wird angegeben, dass Stiepelse 31 Wohngebäude hatte, in denen 272 Einwohner lebten. Zu der Zeit gehörte der Ort zum Amt Bleckede und verfügte über eine Schule. Am 1. Dezember 1910 hatte Stiepelse im Kreis Bleckede 197 Einwohner. Nach der deutschen Wiedervereinigung wechselte der Ort im Rahmen der Gebietsänderungen in Mecklenburg-Vorpommern am 30. Juni 1993 aus der Gemeinde Teldau in Mecklenburg-Vorpommern in die Gemeinde Sumte im niedersächsischen Landkreis Lüneburg. Am 1. Oktober 1993 wurde Sumte mit Stiepelse in die Gemeinde Amt Neuhaus eingemeindet.

## Religion

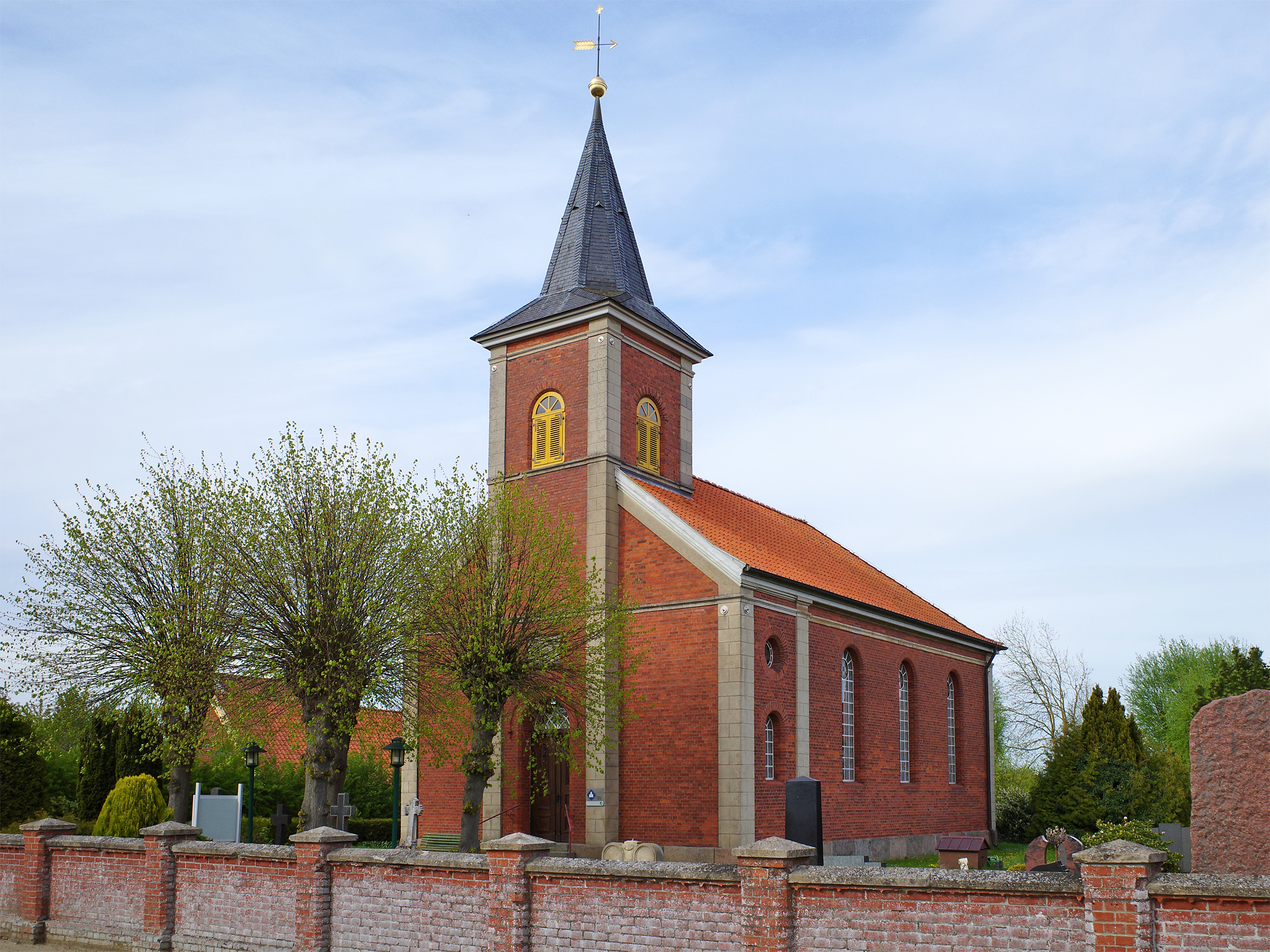
Marienkapelle in Stiepelse

Seit dem 15. Jahrhundert besitzt der Ort nachweislich eine Kirche, die bis 1945 eine Filialkirche der Pfarrkirche in Barskamp auf der anderen Elbseite war. Die jetzige Marienkapelle stammt aus den Jahren 1852 und 1853. Sie ist bis 1997 umfangreich renoviert worden und steht für Besichtigungen zur Verfügung.

## Persönlichkeiten
- Karl-Ludwig Mönkemeier (1923–2009), deutscher Jurist und Hamburger Hafendirektor